# توزیع
توزیع محصول یا خدمات یا محل یکی از چهار رکن بازاریابی است. توزیع به فرایند رساندن کالا یا خدمات به دست مشتریان برای استفاده یا مصرف گفته می‌شود. توزیع می‌تواند به صورت مستقیم یا غیر مستقیم و از طریق واسطه‌ها انجام شود.

## جریان‌های توزیع
در یک کانال توزیع سه نوع جریان حضور دارند:
1. جریان کالا از سوی تولیدکننده به سوی مصرف‌کننده
2. جریان مالی (و پول) از مصرف‌کننده به سوی تولیدکننده
3. جریان اطلاعات به صورت دو سویه.

## انواع روش های توزیع
کانال توزیع با توجه به این که در بر گیرنده کدام واسطه‌ها باشند، می‌تواند یکی از سه حالت زیر باشد:
- تولیدکننده- مصرف‌کننده: این نوع کانال ساده‌ترین و کوتاه‌ترین نوع کانال توزیع هست. به صورتی که تولیدکننده خودش و به صورت مستقیم محصولش را به مصرف‌کننده می‌فروشد. فروش خانه به خانه، فروش از طریق ارسال پیام، یا از طریق فروشگاه‌هایی که مستقیماً توسط تولیدکننده اداره می‌شوند، همگی فروش مستقیم هستند؛ و در این دسته قرار می‌گیرند.
- تولیدکننده- خرده فروش- مصرف‌کننده: این نوع کانال توزیع نسبت به حالت قبلی یک واسطه جدید به اسم خرده فروش دارد که می‌تواند فروشگاه‌های زنجیره‌ای باشند. این نوع کانال دیگر تولیدکننده درگیر مستقیم فروش نیست و فشار این کار را از دوش خود برداشته است. در عوض می‌تواند از بیرون روی فرایند توزیع نظارت داشته باشد.
- تولیدکننده- عمده فروش- خرده فروش- مصرف‌کننده: این نوع کانال متداول‌ترین نوع کانال توزیع هست که در آن دو واسطه به نام خرده فروش و عمده فروش بین مصرف‌کننده و تولیدکننده حضور دارند. این نوع کانال توزیع برای تولیدکنندگانی مناسب است که قدرت مالی کم و رنج محصولات محدودتری دارند. (آن‌ها که این شرایط را ندارند معمولاً با یکپارچگی عمودی یک پله در زنجیره تأمین به پایین حرکت می‌کنند و وظیفه عمده فروش را به عهده می‌گیرند) یا به خدمات تخصصی یا پیشنهادهای ترفیعی عمده فروش نیازمندند.